# تمثال كتلة

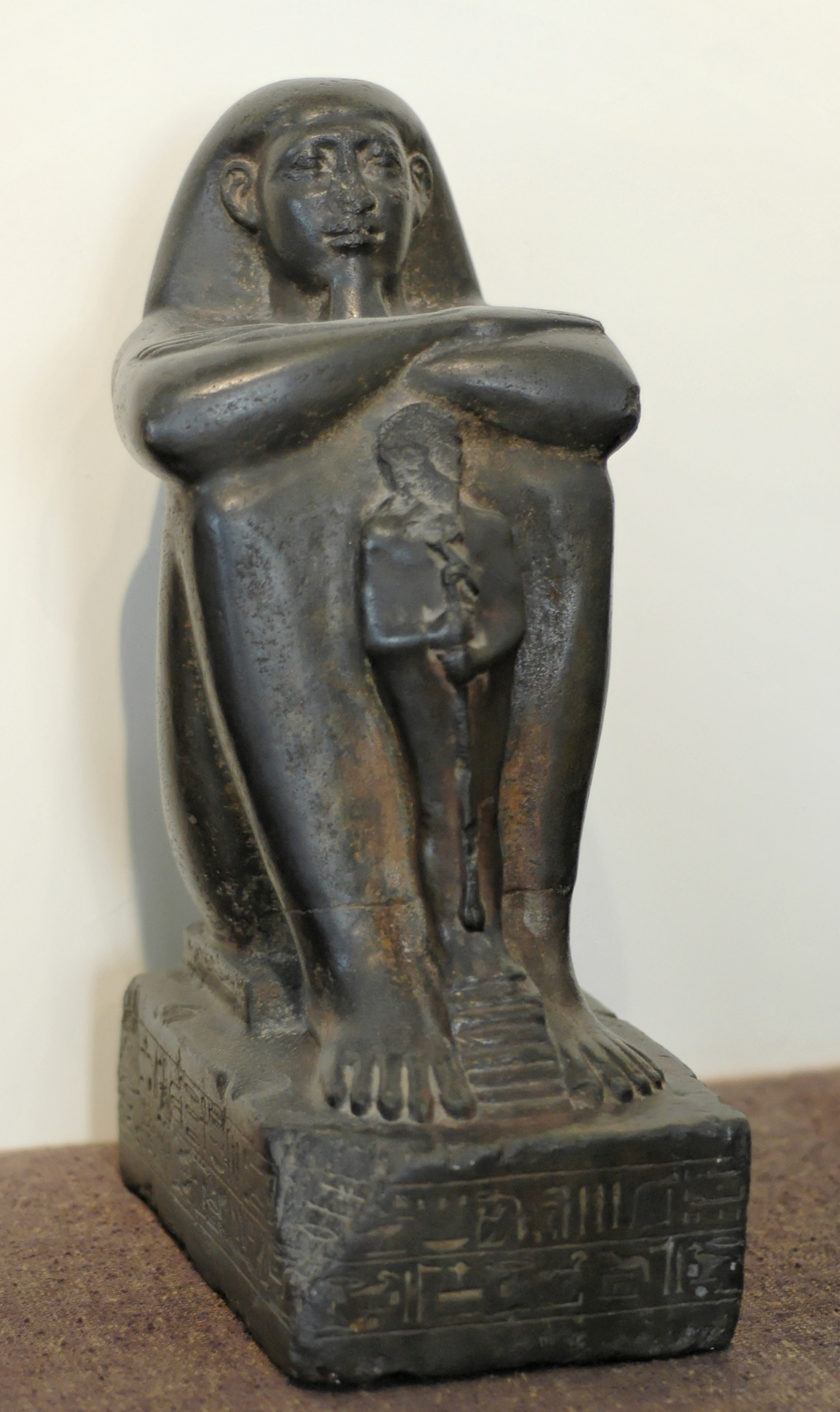
تمثال الكتلة لبا-عنخ-رع، سيد السفينة، يحمل تمثالًا للإله بتاح. العصر المتأخر، حوالي 650–633 ق.م، من مجموعة Cabinet des Médailles.

تمثال الكتلة هو نوع من التماثيل التذكارية الذي ظهر لأول مرة في الدولة المصرية الوسطى. ازداد انتشار تمثال الكتلة في المملكة الحديثة والفترة الانتقالية الثالثة، وبحلول العصر المتأخر، أصبح هذا النوع من التماثيل الأكثر شيوعًا. كانت هذه التماثيل تُستخدم في المعابد عادةً كآثار جنائزية لأشخاص مهمين غير ملكيين. وفقًا لمصادر من المملكة الحديثة، يُعتقد أن وضعية التمثال كانت تهدف إلى تمثيل حارس جالس عند بوابة المعبد. بالإضافة إلى ذلك، وفرت شكله البسيط مساحات مسطحة واسعة للنقوش التي تحتوي على الدعوات والتقديمات.
يتكون تمثال الكتلة من رجل يجلس القرفصاء وركبتاه مرفوعتان إلى صدره ويداه مطويتان فوق ركبتيه. غالبًا ما يرتدي هؤلاء الرجال "عباءة واسعة" تقلل من شكل الجسد إلى شكل يشبه الكتلة. يتم تخصيص معظم التفاصيل لرأس الشخص المصور. في بعض الأحيان، يتم الاحتفاظ بتفاصيل الأطراف بواسطة النحات. هناك نوعان أساسيان من تماثيل الكتلة: الأول يغطي القدمين بالكامل بالعباءة، والثاني يكشف القدمين.
في عام 1903، اكتشف عالم الآثار الفرنسي جورج لجران أكثر من 350 تمثال كتلة كجزء من "مخبأ الكرنك".

## تاريخ تمثال الكتلة المصري
في مصر، تظهر تماثيل الكاتب الجالس منذ الأسرة الأولى. تطورت تماثيل الكاتب الجالس بمرور الوقت، وبدأ بعضها يدمج تحوت، أو قرد البابون (بصفته إله الكتابة)، في عرض التمثال. ومع مرور الوقت، تطورت تعقيدات تمثال الكتلة. أصبحت الموضوعات المدمجة شائعة، وكذلك النسخ المبسطة والأقل تكلفة.
أمثلة على تمثال سننموت، من عهد الملكة حتشبسوت، تحتوي على قصص مطولة باللغة الهيروغليفية. كما يوجد رأس مضاف لطفل نفرورع على السطح العلوي. هذه التماثيل منفذة بدقة عالية وبمستوى تشطيب متوسط إلى عالٍ. يُعد تمثال سنموت أحد الأنواع التقليدية لتمثال الكتلة:
قصة الفرد المكرم على السطح الأمامي؛
عرض للشخص في شكل تمثال (في هذه الحالة مع شخص إضافي أقل أهمية)؛
موضوع أدبي. بالنسبة لسنموت، يبدو أن موضوعه هو: تكريمه، قصته الشخصية، والشخص الأقل شأنًا الذي كان مسؤولًا عنه.

## السحر التاريخي: "قيام" التمثال الجالس
نظرًا لأن النظام الاعتقادي المصري يحتوي على مفاهيم مؤطرة في عالم من السحر وإطار فني رسمي، فقد كان لـتمثال الكتلة غرض سحري. تطورت الأفكار بمرور الوقت، لكن ظهرت في النهاية فكرة أن التمثال كان دائمًا جالسًا في مكانه، وفي لحظة يمكن للفرد أن يقف "ويخرج إلى النهار." هذا المفهوم مشابه جدًا لـكتاب الموتى، حيث:
العودة، والدخول..(من وإلى مقبرة نتر خرت)..العودة اليومية للأحداث الرائعة، إلى الأحباء، العادات التي تم إنشاؤها، (كل شيء)، الجلوس في القاعة، لعب سنيت... العودة كروح حية (با)، الفصل السابع، الأسطر 1-3.5. (كتاب الموتى، العنوان الفرعي: الخروج إلى النهار.)
يعود المتوفى المصري كل يوم ليؤدي واجباته اليومية المعتادة. وهذا يعادل أيضًا المفهوم الأقدم لـالباب الوهمي، حيث تعود الروح المصرية (البا) كل يوم للعثور على تقديم الطعام.

## تمثال الكتلة: أمثلة
| R8 | U36 | T8 | S3 | M17 | Y5 · N35 | \| \| | V31 · G29 | N35 · Aa1 · N35 | M23 |
|    |     |    |    |     |          |       |           |                 |     |

|  |

| R8 | U36 | T8 | S3 | M17 | Y5 · N35 | \| \| | V31 · G29 | N35 · Aa1 · N35 | M23 |
|    |     |    |    |     |          |       |           |                 |     |

|  |

الأمثلة التالية موضحة في قسم المراجع الذي يلي:
- تمثال الكتلة لباكنخنسو، الذي كان "الكاهن الأعظم لآمون"، في عهد رمسيس الثاني، الذي ربما اغتصب هذا التمثال. انظر مرجع رمسيس الثاني.
- تمثال الكتلة لساتيبهو، من أبيدوس، الأسرة 18. نقوش هيروغليفية ممتدة: أفقية على الجبهة؛ أعمدة عمودية على الجانبين. انظر مرجع ويلكينسون، ص 30.

| O21 | ( | من | الأمامO21) | , | (كذلك) | O18 | ( | من | الجانبO18) |

| O21 | ( | من | الأمامO21) | , | (كذلك) | O18 | ( | من | الجانبO18) |

- تمثال الكتلة للكاتب ري. تمثال أقل أهمية؛ يحتوي على القليل من النقوش الهيروغليفية، لكن السطح الأمامي يظهره يحمل ضريحًا بهيئة الصلاصل (ناووسي الشكل).[8]
- تمثال الكتلة للوزير خاي، الكرنك، الأسرة 19. يدمج هذا التمثال شكل تمثال الكتلة مع شكل "ضريح" (الضريح رقم 1، الضريح المصري العلوي). يحتوي القاعدة العلوية على صف واحد من الرموز الهيروغليفية، التي تمتد إلى اليسار وإلى اليمين (بدءًا من الأمام، المركز).[9]
- تمثال الكتلة للمسؤول من الأسرة 12، سنوسرت-سنبيفني، مصنوع من الكوارتزيت البني المتوسط. تم جلب التمثال إلى فرنسا من قبل نابليون الأول في عام 1799؛ وهو الآن في متحف بروكلين. يحتوي التمثال على قصة هيروغليفية موسعة، وتمثال أصغر لزوجته في المقدمة، القاعدة. انظر مرجع ريفز، ص 14.
- تمثال الكتلة لـسننموت والأميرة نفرورع، ابنة الملكة حتشبسوت، —المملكة الحديثة، الأسرة 18، ارتفاع 1.005 متر، من الجرانيت الأسود العميق، بتلميع عالٍ جدًا. قصة هيروغليفية موسعة: الجوانب، الأمام، الأعلى، وأعلى القدمين عند القاعدة الأمامية. (الجهة الأمامية: 7 "سطور" أفقية، و6 عمودية حتى القدمين.) انظر مرجع هاغن، ص 60.
- تمثال الكتلة لأمنمحات، أمنمحات الثاني (؟)، – الأسرة 18، ارتفاعه 0.8 م، من الجرانيت الداكن، ذو سطح مصقول. على الجهة الأمامية: ثمانية (8) أسطر أفقية من الهيروغليفية. انظر مرجع هاجن، صفحة 101.

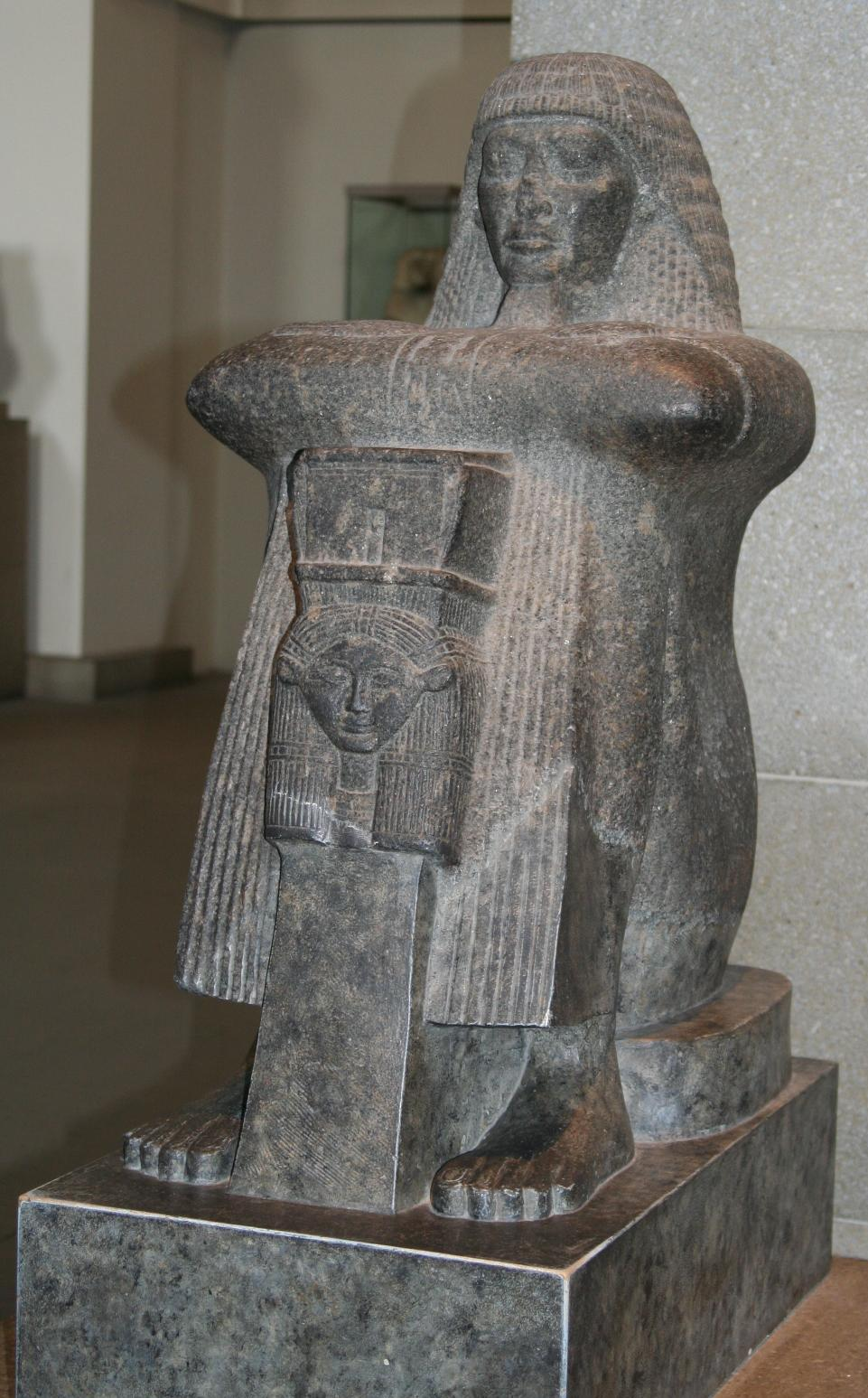
تمثال كاتب، المتحف البريطاني
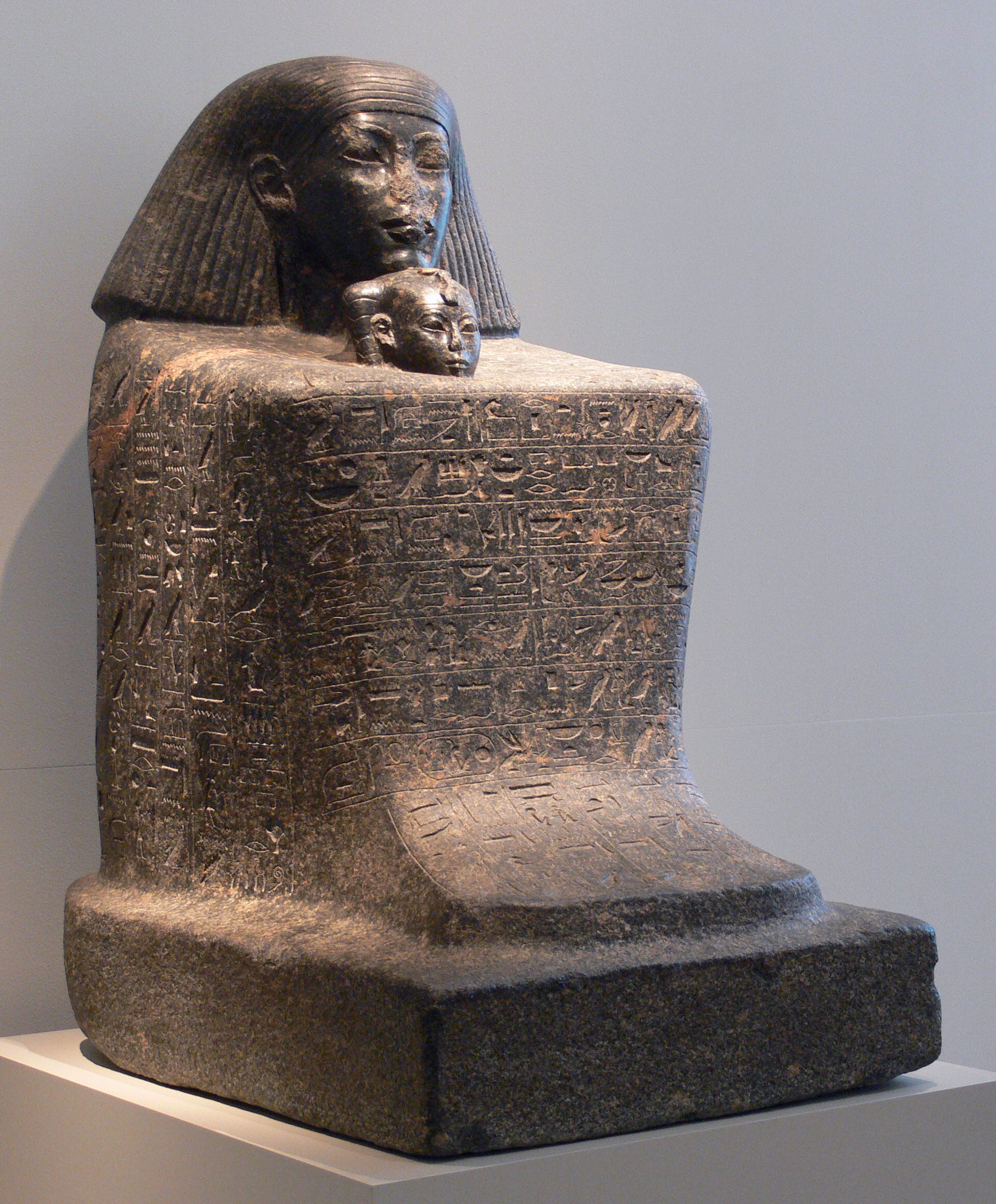
سننموت
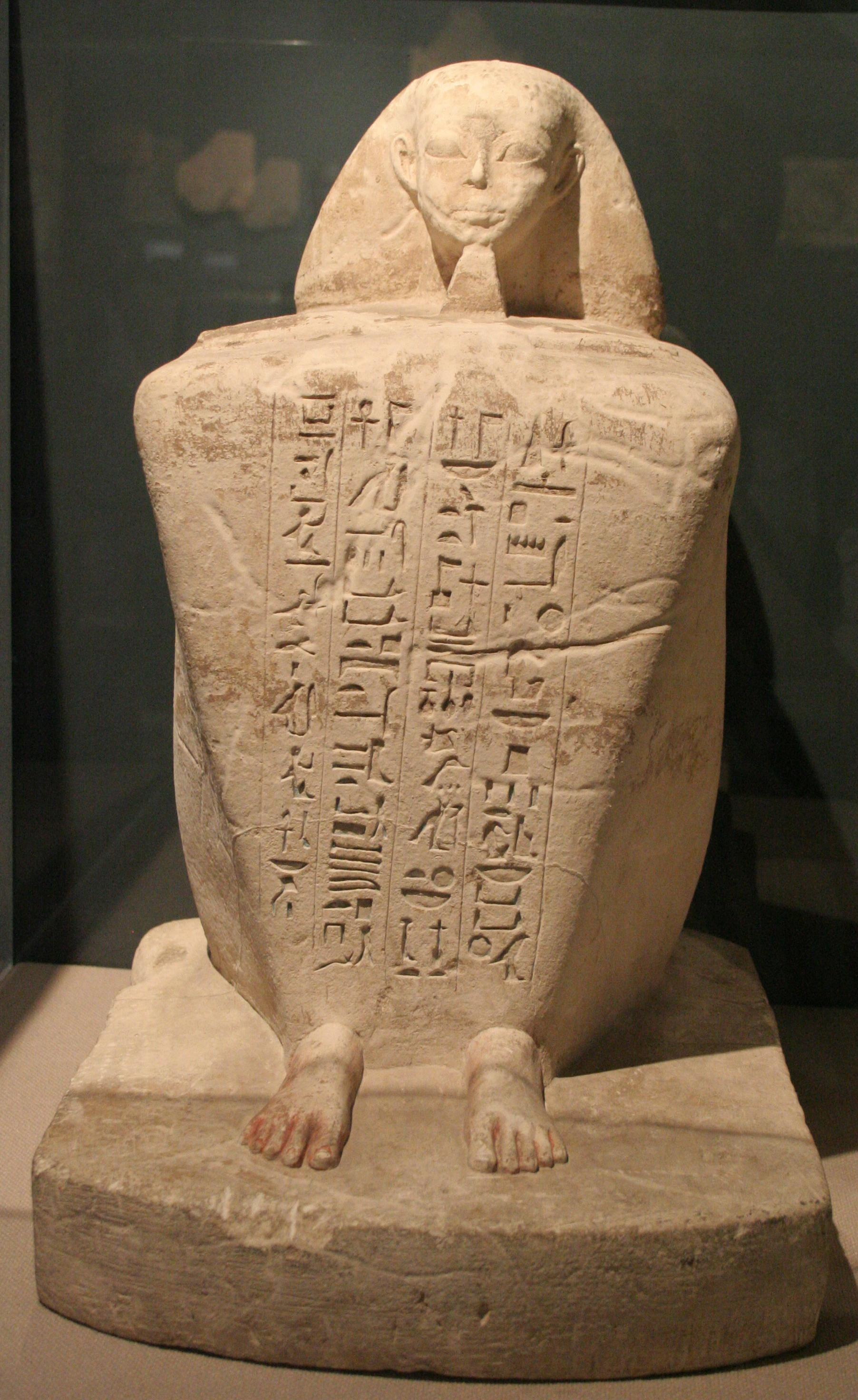
الأسرة 18
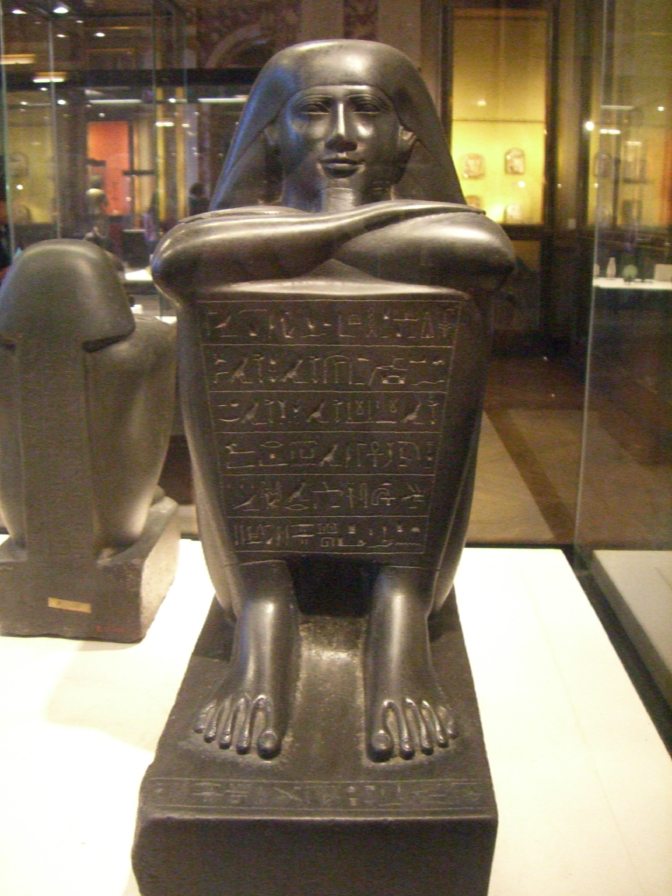
جنرال من الجيش في الأسرة 26، با-دي-شحددت
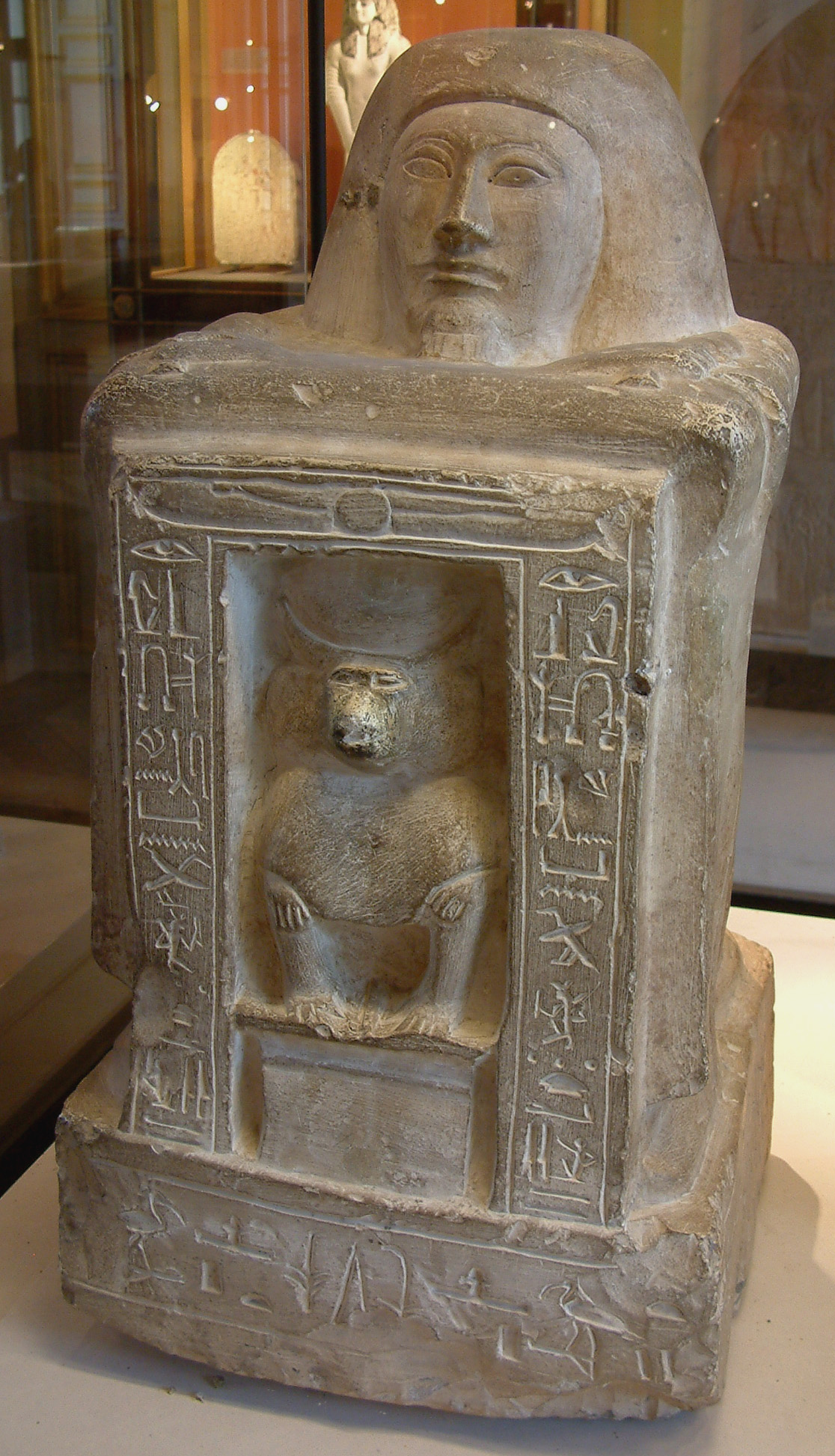
تمثال الكتلة لخاي، كاتب طاقم الجيش، يظهر إله الكاتب تحوت-(قرد بابون)
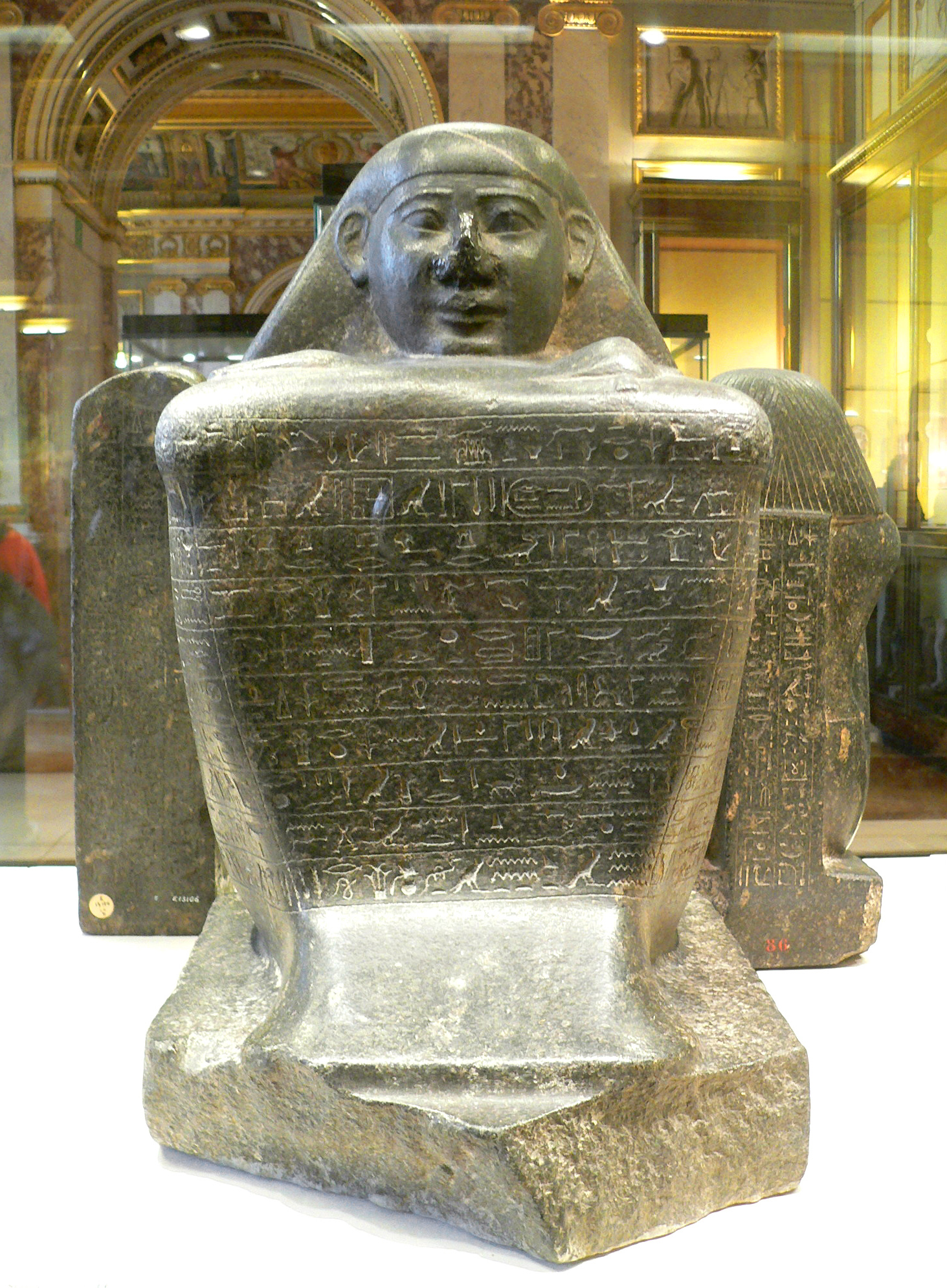
حاروا, مدير بيت المتعبدة الإلهية لآمون، أمونيرديس الأولى
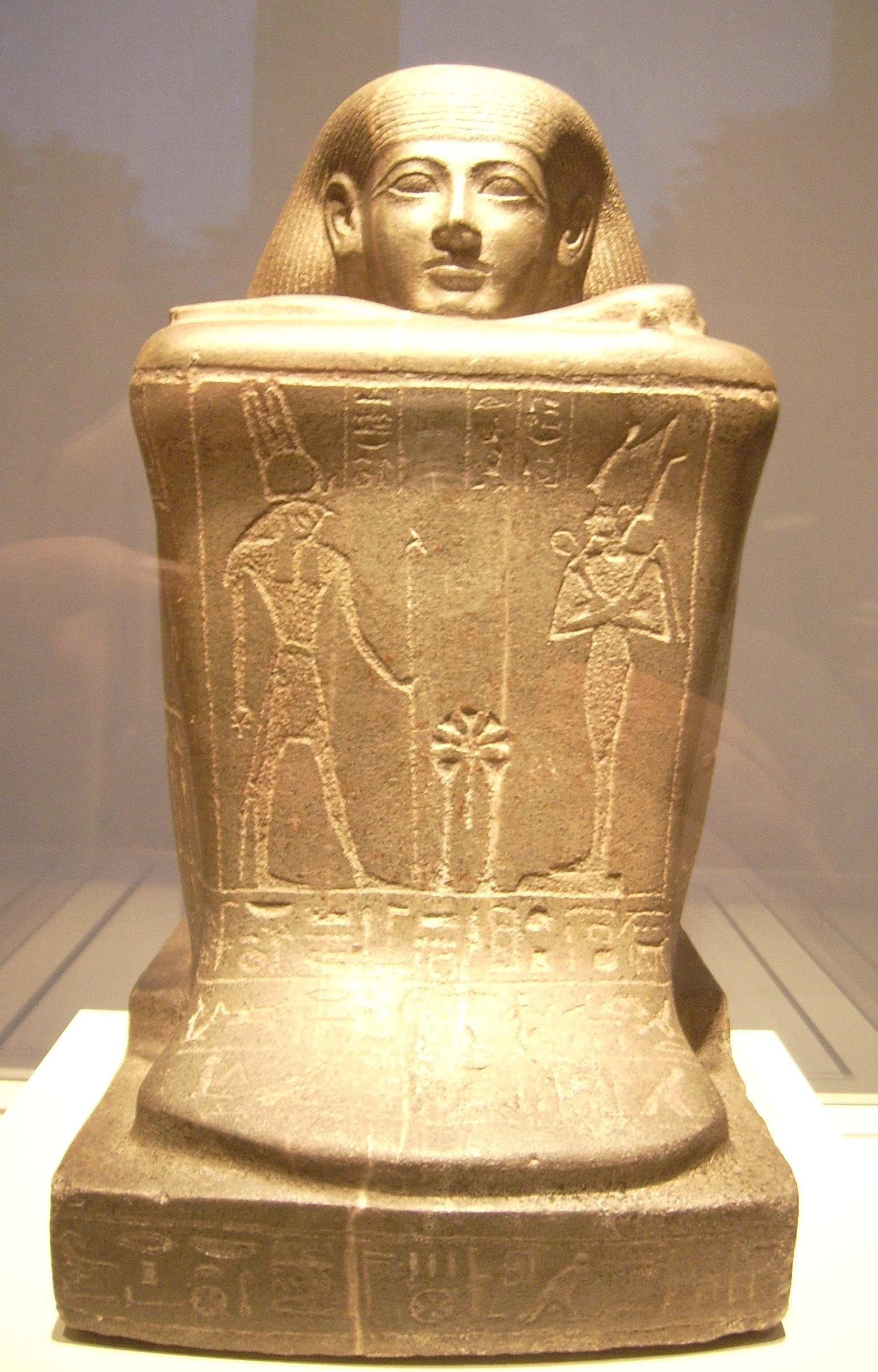
تمثال كتلة من الجرايواكي، الأسرة 23، 775 قبل الميلاد
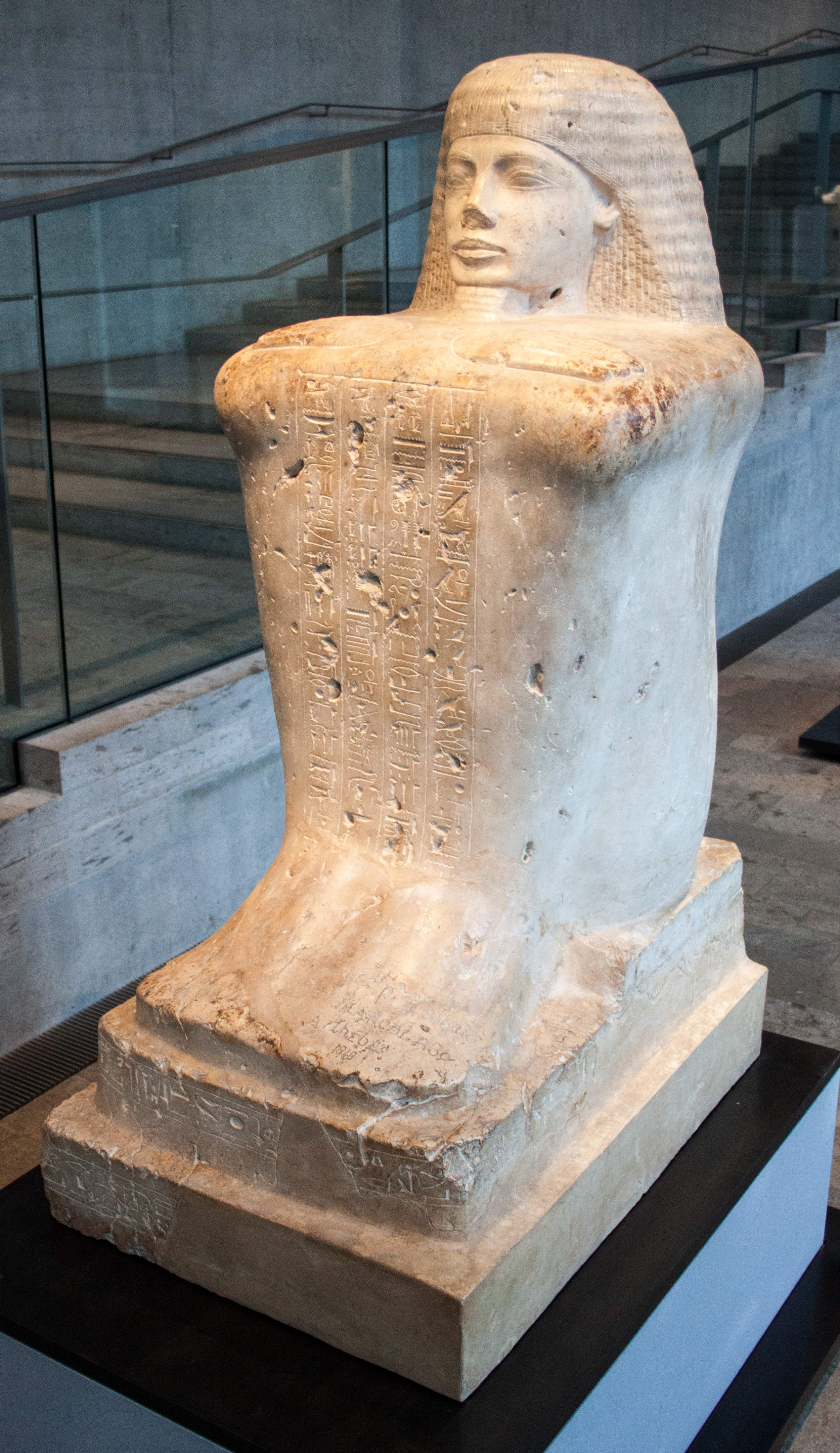
تمثال كتلة باكنخونسو

### تمثال الكتلة: (صور)
- صورة، مقال؛ BlkStatue: ريو
- تمثال الكتلة لسننموت نسخة محفوظة 2013-09-28 على موقع واي باك مشين.; مقال نسخة محفوظة 2013-08-08 على موقع واي باك مشين., انظر: سننموت

## وصلات خارجية
- موقع متحف بروكلين
- تمثال الكتلة لوحيبري متحف اللوفر.
- تمثال الكتلة لسننموت نسخة محفوظة 2013-09-28 على موقع واي باك مشين.; مقال نسخة محفوظة 2013-08-08 على موقع واي باك مشين., انظر: سننموت
- حتشبسوت: من ملكة إلى فرعون، كتالوج معرض رقمي بالكامل من مكتبات متحف متروبوليتان للفنون، يحتوي على مواد عن تماثيل الكتلة.
- 'هدايا للآلهة: صور من معابد مصرية، كتالوج معرض رقمي بالكامل من مكتبات متحف متروبوليتان للفنون، يحتوي على مواد عن تماثيل الكتلة.